# Покровское (Пермский край)
Покровское — село в составе Нытвенского городского округа в Пермском крае.

## Географическое положение
Село расположено в центральной части округа примерно в 3 километрах на юго-восток от села Григорьевское.

## Климат
Климат характеризуется как умеренно континентальный, с морозной снежной зимой и коротким тёплым летом. Средняя многолетняя температура самого холодного месяца (января) составляет −15…−18,5 °C, температура самого тёплого (июля) 15—18,5 °C. Длительность вегетационного периода (с температурой выше +5 °C колеблется от 145 до 165 дней. Среднегодовое количество осадков — 550—600 мм.

## История
Село до 2020 года входило в состав Григорьевского сельского поселения Нытвенского района. После упразднения обоих муниципальных образований входит в состав Нытвенского городского округа.

## Население
Постоянное население составляло 278 человек в 2002 году (93 % русские), 298 человек в 2010 году.